# Jonathan Toews
Jonathan Bryan Toews (nacido el 29 de abril de 1988) es un jugador de hockey sobre hielo profesional canadiense  que juega como centro y es capitán de los Chicago Blackhawks de la Liga Nacional de Hockey (NHL).
Apodado como el  "Capitán Serio", Toews fue seleccionado por los Blackhawks con la tercera selección general en el Draft de entrada de la NHL de 2006. Se unió al equipo en 2007-08 y fue nominado para el Trofeo Calder Memorial como Novato del Año de la NHL. La temporada siguiente fue nombrado capitán del equipo, convirtiéndose en el segundo capitán más joven en la historia de la NHL (después de Sidney Crosby) en ese momento. Toews ganó la Copa Stanley en 2010, junto con el Trofeo Conn Smythe al jugador más valioso de los playoffs. Después de ganar la Copa, Toews superó a Peter Forsberg como el jugador más joven en unirse al Triple Gold Club. Volvió a ganar la Copa Stanley en 2013 y 2015.
Toews compite internacionalmente para el Equipo de Canadá y ha ganado medallas de oro en el Desafío Mundial de Hockey Sub-17 de 2005, los Campeonatos Mundiales Juveniles de 2006 y 2007, los Campeonatos Mundiales de 2007, los Juegos Olímpicos de Invierno de 2010 (torneo en el que fue nombrado mejor delantero) y los Campeonatos Mundiales Juveniles de 2014. Juegos Olímpicos de Invierno. En 2017, fue nombrado uno de los 100 mejores jugadores de la NHL.

## Carrera

### Juvenil
Toews fue seleccionado primero en la general en el WHL Bantam Draft de 2003 por los Tri-City Americans, pero eligió jugar hockey AAA enano en Shattuck-Saint Mary's, un internado en Faribault, Minnesota, durante las temporadas 2003-04 y 2004-05. . La decisión le permitió conservar su elegibilidad para la NCAA. Toews anotó 110 puntos en 64 juegos en su segunda temporada con Shattuck-Saint Mary's antes de pasar a jugar hockey sobre hielo en la universidad.
Toews jugó dos temporadas en la Universidad de Dakota del Norte, acumulando 85 puntos (40 goles y 45 asistencias), una calificación de más-menos de +38 y un porcentaje de victorias de enfrentamiento del 56,7% en 76 juegos. Ayudó a la UND a llegar a los Frozen Four de la NCAA tanto en 2006 como en 2007, sirviendo como capitán suplente en su segunda temporada. Toews registró 39 puntos como estudiante de primer año y ganó los honores de Novato de la Semana dos veces. Ayudó a Dakota del Norte a capturar el Trofeo Broadmoor como campeones de la conferencia de la Western Collegiate Hockey Association (WCHA) y también fue nombrado Jugador Más Valioso de la Región Oeste después de sumar cinco puntos.
Al ingresar al Draft de entrada de la NHL de 2006, Toews ocupó el tercer lugar entre los prospectos de América del Norte por la Oficina Central de Exploración de la NHL y, finalmente, fue elegido tercero en general por los Chicago Blackhawks.

### Profesional

#### Chicago Blackhawks
En 2007-08, optó por no participar en sus últimos dos años de elegibilidad de hockey universitario para debutar con los Blackhawks después de firmar un contrato de nivel de entrada de tres años el 16 de mayo de 2007. Marcó el primer gol de su carrera en la NHL en su primer tiro. en su primer juego el 10 de octubre de 2007, contra los San Jose Sharks. Luego registró la segunda racha de puntos más larga para comenzar una carrera en la NHL, registrando un punto en cada uno de sus primeros diez juegos (cinco goles y cinco asistencias). El 1 de enero de 2008, Toews se torció la rodilla en un partido contra Los Angeles Kings. A pesar de perderse 16 juegos por la lesión, Toews lideró a todos los novatos en anotación de goles y terminó tercero en puntos. Toews terminó segundo en anotaciones por equipos detrás de su compañero novato Patrick Kane. Toews y Kane lucharon toda la temporada por el liderato en la puntuación del equipo y de los novatos antes de que Toews sufriera una lesión. Los dos fueron nominados para el Calder Memorial Trophy como novato del año de la NHL junto con el alero de los Washington Capitals, Nicklas Bäckström; Toews terminó como subcampeón detrás del ganador Kane. Luego de su exitosa campaña de novato, Toews fue nombrado capitán del equipo de los Blackhawks el 18 de julio de 2008. A los 20 años y 79 días, se convirtió en el tercer capitán del equipo más joven en la historia de la NHL, detrás de Sidney Crosby y Vincent Lecavalier. Esta hazaña fue superada más tarde por Gabriel Landeskog y Connor McDavid. Toews había sido nombrado previamente capitán suplente en diciembre de 2007, durante la temporada 2007-08. En la temporada siguiente, fue votado como titular, junto con sus compañeros de equipo Patrick Kane y Brian Campbell, para el Juego de Estrellas de la NHL de 2009 en Montreal, Quebec. Anotó el primer triplete de su carrera en la NHL el 27 de febrero de 2009, en una derrota en tiempo extra por 5-4 ante Pittsburgh. Toews terminó la temporada 2008-09 con 69 puntos en 82 juegos, ayudando a los Blackhawks a su primer desempate de la Copa Stanley. aparición desde 2002. Luego agregó 13 puntos en 17 juegos de playoffs cuando los Blackhawks avanzaron a las Finales de la Conferencia Oeste, donde fueron eliminados por los Detroit Red Wings en cinco juegos.

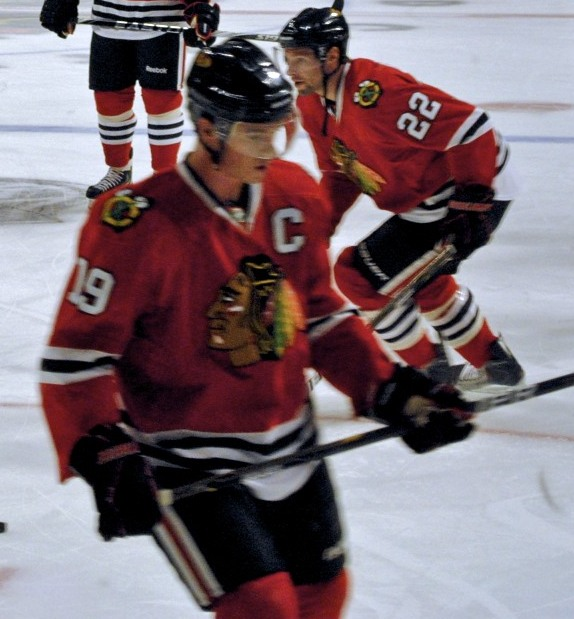
Toews jugando con los Blackhawks durante la temporada 2010–11 en 2010

Menos de un mes después de iniciada la temporada 2009-10, Toews quedó fuera de juego con síntomas parecidos a una conmoción cerebral después de recibir un golpe en el hielo abierto del defensa Willie Mitchell en una derrota por 3-2 ante los Vancouver Canucks el 21 de octubre de 2009. Toews tenía la cabeza hacia abajo mientras recibía un pase en la zona neutral cuando Mitchell salió del área de penalti y lo controló con el hombro. Toews estuvo fuera de juego durante varios juegos antes de regresar a la alineación.
En el último año de su contrato, Toews, así como sus compañeros de equipo Duncan Keith y Patrick Kane, acordaron extensiones a principios de diciembre de 2009. Su contrato se estructuró de manera similar al de Kane, con un valor de alrededor de $ 6.5 millones anuales durante cinco temporadas. Toews terminó la temporada con 68 puntos en 76 juegos.
Durante los playoffs de 2010, Toews registró el segundo hat-trick de su carrera, junto con dos asistencias, lo que lideró a los Blackhawks en una victoria de playoffs por 7-4 contra Vancouver el 7 de mayo de 2010. El 9 de junio de 2010, Toews llevó a Chicago al primero de la franquicia. Campeonato de la Copa Stanley desde 1961, derrotando a los Philadelphia Flyers en el Juego 6 de las Finales. Se convirtió en el segundo capitán más joven en la historia de la NHL en ganar la Copa, detrás de Sidney Crosby, quien llevó a los Pittsburgh Penguins al campeonato la temporada anterior. Toews anotó siete goles y 29 puntos en los playoffs y ganó el Trofeo Conn Smythe como MVP de los playoffs. Al ganar la Copa Stanley, también se convirtió en el jugador más joven, con 22 años, en convertirse en miembro del Triple Gold Club (oro olímpico, Copa Stanley y Campeonato del Mundo).
Fuera de temporada, Toews fue seleccionado para ser el jugador de portada del videojuego NHL 11 de EA Sports el 21 de junio de 2010. Fue la primera vez en la historia de EA Sports que dos jugadores del mismo equipo aparecían en un videojuego. cubrir dos años seguidos, ya que su compañero de equipo Patrick Kane había estado en la portada de NHL 10.
Durante la temporada 2010-11, Toews registró 76 puntos en 80 juegos, el máximo de su carrera. Debido a las limitaciones del tope salarial, los Blackhawks se vieron obligados a cambiar a muchos de sus jugadores del equipo ganador del campeonato de la temporada anterior, incluidos Antti Niemi, Dustin Byfuglien, Kris Versteeg y Andrew Ladd. Como resultado, los Blackhawks llegaron por poco a los playoffs de 2011, terminando la temporada regular como el octavo y último sembrado en la Conferencia Oeste. Con una desventaja de tres juegos a cero en la primera ronda contra los Vancouver Canucks, los Blackhawks ganaron tres juegos consecutivos para forzar un Juego 7 decisivo. En el concurso, Toews anotó un gol que empató el juego con 1:26 restantes en el tiempo reglamentario. Los Canucks, sin embargo, anotaron a los cinco minutos del siguiente período de tiempo extra para eliminar a los Blackhawks. Toews tuvo cuatro puntos en la serie de siete juegos.

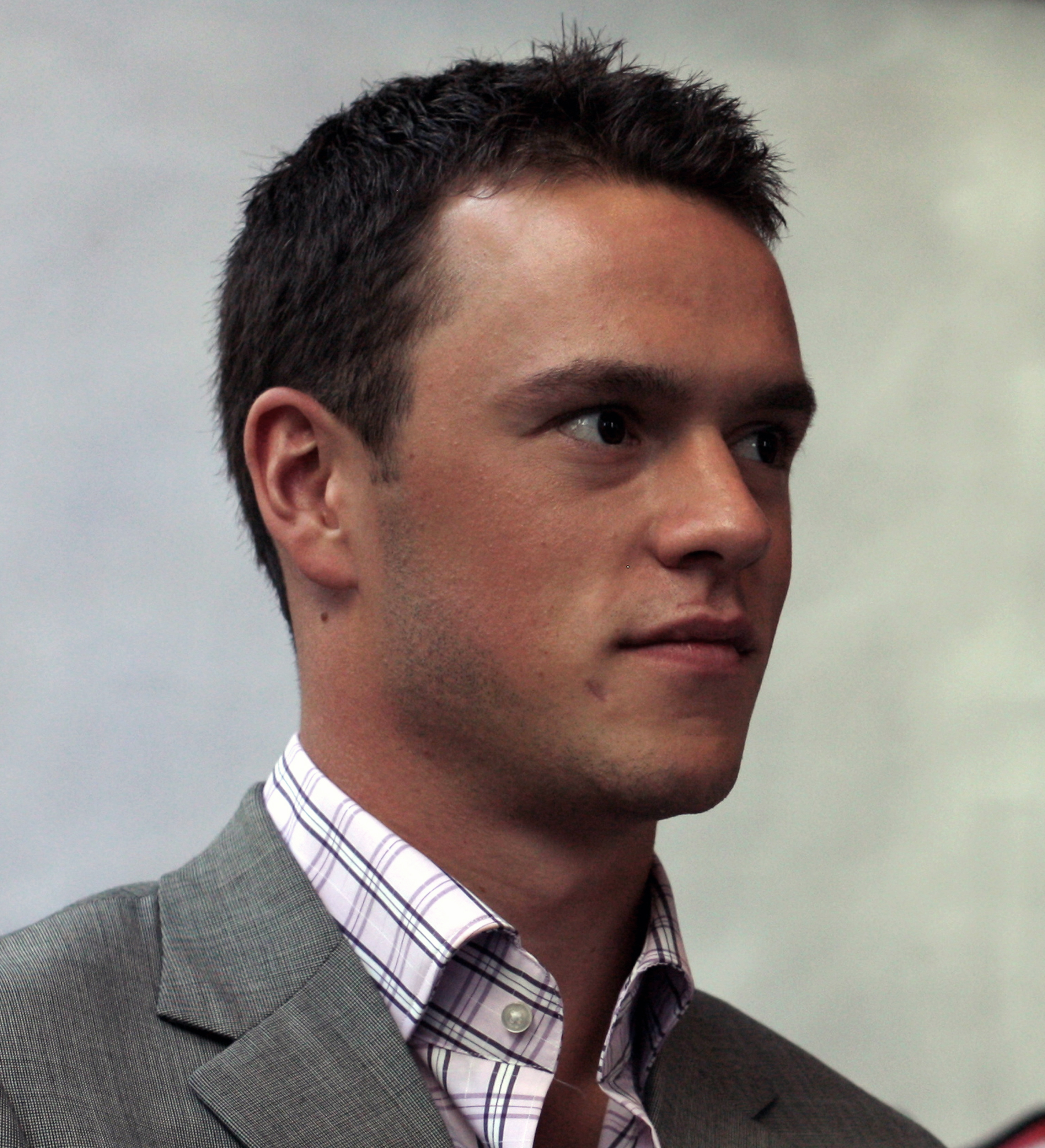
Toews en la tienda NHL de New York City en 2011.

Toews iba a jugar en el Juego de Estrellas de 2012, pero una lesión sufrida durante la derrota por 5-2 ante los Nashville Predators le impidió jugar; fue reemplazado por Scott Hartnell. Toews terminó la temporada 2011-12 con 57 puntos en un año acortado por lesiones. Regresó a jugar al comienzo de los playoffs de 2012, donde anotó el gol de la victoria en tiempo extra en el Juego 5 para enviar la serie de regreso a Chicago para el Juego 6, donde los Phoenix Coyotes de la oposición ganaron 4-0 para eliminar a los Blackhawks de los playoffs.
En la temporada acortada por el cierre patronal de 2013, Toews volvió a estar en plena forma. Ayudó a los Blackhawks a ganar el Trofeo de los Presidentes como el equipo con el mejor récord de la temporada regular. En los playoffs de 2013, Toews llevó a los Blackhawks a una final sobre los Boston Bruins, el segundo título de Chicago en tres temporadas. Al final del año, también recibió el Trofeo Frank J. Selke como el mejor delantero defensivo de la Liga y fue incluido en el Segundo Equipo de Estrellas de la NHL.

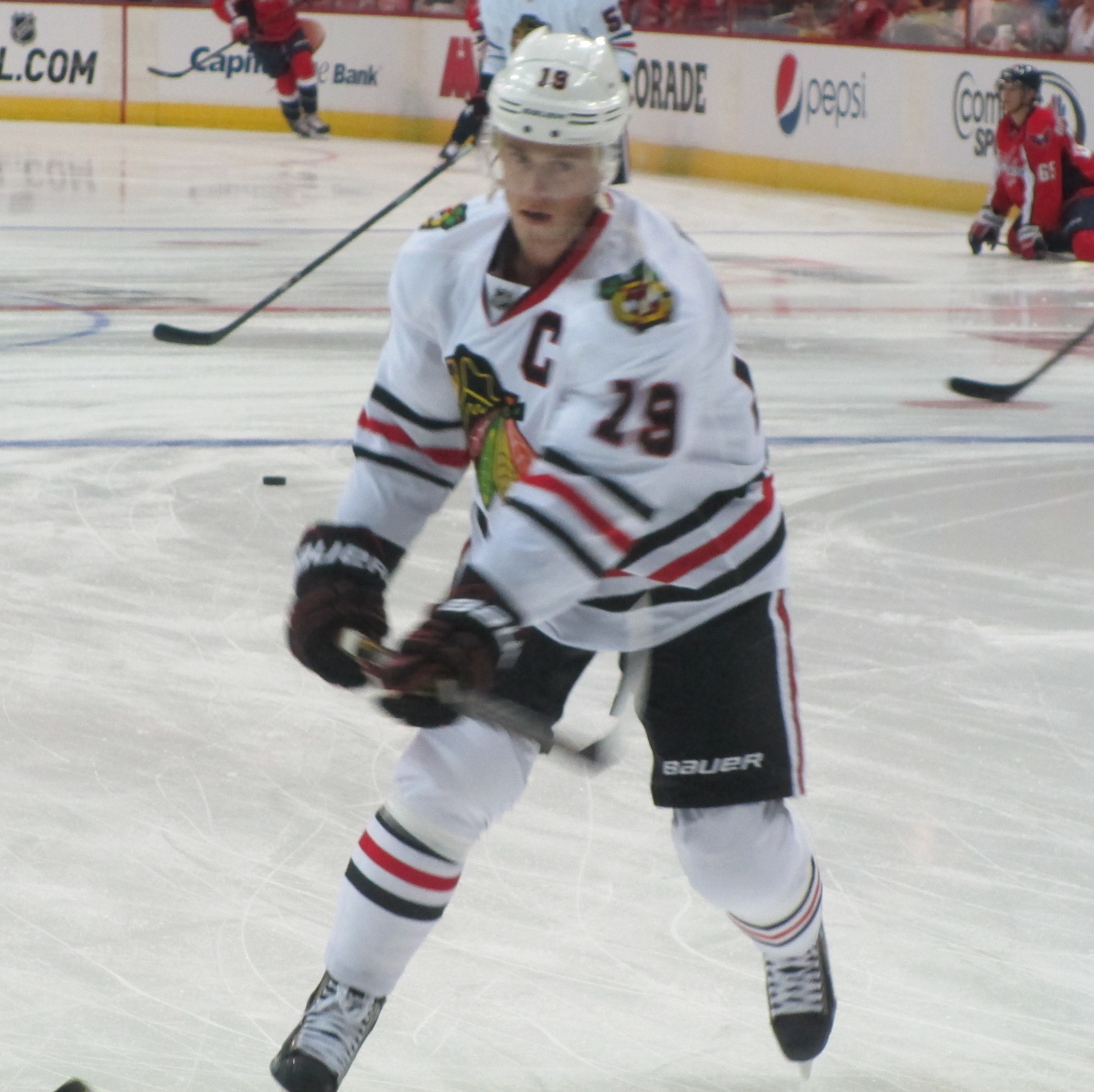
Toews con los Blackhawks durante el juego de pretemporada, September 2013

Toews anotó el segundo triplete natural de su carrera en la NHL el 29 de octubre de 2013 contra Craig Anderson de los Ottawa Senators. La temporada 2013-14 terminó como otra campaña productiva para Toews. En 76 partidos marcó 28 goles y 40 asistencias para 68 puntos. La racha de playoffs de los Blackhawks en 2014 duró hasta el tiempo extra del Juego 7 de la Final de la Conferencia Oeste, y Toews anotó 17 puntos (nueve goles y ocho asistencias) en 19 juegos. Por segundo año consecutivo, terminó como finalista del Trofeo Selke, aunque quedó tercero en la votación detrás del ganador Patrice Bergeron y el primer finalista Anže Kopitar.
El 9 de julio de 2014, los Blackhawks anunciaron que Toews, junto con su compañero de equipo Patrick Kane, habían firmado una extensión de ocho años con los Blackhawks con un salario anual promedio de $10,5 millones. El contrato entrará en vigor el 1 de julio de 2015 para la temporada 2015-16.
Durante el Juego 7 de la Final de la Conferencia Oeste de 2015, Toews anotó los dos primeros goles del juego en el camino a una victoria por 5-3 sobre los Anaheim Ducks. En las finales, Toews llevó a los Blackhawks a su tercer campeonato de la Copa Stanley en seis temporadas después de la victoria del equipo en el Juego 6 sobre Tampa Bay Lightning, 2-0. El 24 de junio, Toews recibió el Premio de Liderazgo Mark Messier, otorgado a la persona "en reconocimiento a su compromiso y servicio a las organizaciones benéficas en su comunidad", además de ejemplificar una capacidad de liderazgo superior en el hockey, superando a sus compañeros finalistas Ryan Getzlaf y Andrew Ladd. Toews también ganó un premio ESPY al "Mejor jugador de la NHL" en 2015. Electronic Arts seleccionó a Toews para aparecer en la portada de NHL 16.
Toews fue seleccionado para jugar en el Juego de Estrellas de 2016, pero se perdió el juego debido a una enfermedad. Fue suspendido por un juego según las reglas de la NHL por no asistir al Juego de Estrellas.
Durante la temporada 2016-17 de los Chicago Blackhawks, Toews sufrió una lesión en la espalda que lo obligó a perderse nueve partidos. Fue elegido para el Juego de Estrellas de la Liga Nacional de Hockey del 2017.
La productividad de Toews disminuyó durante la temporada 2017-18, donde registró 52 puntos, el mínimo de su carrera. Reveló que adoptó un nuevo regimiento de entrenamiento y un plan de nutrición para ayudarlo a prepararse mejor para la próxima temporada. Un Toews rejuvenecido anotó 81 puntos, el máximo de su carrera, mientras aparecía en los 82 juegos para Chicago durante la temporada 2018-19.
Toews apareció en 70 juegos durante la temporada 2019-20 de los Chicago Blackhawks, que se acortó debido a la pandemia de COVID-19. Registró 18 goles y 42 asistencias durante la campaña mientras eclipsaba el hito de los 800 puntos de carrera. Toews también sumó nueve puntos, el máximo del equipo, en nueve juegos durante los playoffs de la Copa Stanley 2020.
Antes del comienzo de la temporada 2020-21, los Blackhawks anunciaron que Toews estaría fuera indefinidamente mientras se recuperaba de una enfermedad no revelada. Se perdió toda la temporada antes de anunciar en junio de 2021 que le diagnosticaron síndrome de respuesta inmunitaria crónica y que planeaba regresar. para la temporada 2021-22. En septiembre de 2021, dijo que una prueba de anticuerpos reveló que tenía COVID-19 en algún momento. Toews jugó el partido número 1000 de la temporada regular de su carrera el 31 de marzo de 2022.

### Selección nacional
En 2005, Toews capitaneó a Canadá Oeste en el Desafío Mundial de Hockey Sub-17 y ganó una medalla de oro. Marcó el gol de la victoria en la victoria por 3-1 sobre Canada Pacific en el juego de campeonato. Terminó con 12 puntos, ocupó el primer lugar en puntuación del torneo y fue nombrado MVP del torneo.
En su año de draft, Toews compitió en el equipo juvenil de Canadá en el Campeonato Mundial Juvenil de 2006 como el jugador más joven del equipo. Anotó dos asistencias durante el torneo, ambas contra Noruega en el juego preliminar, cuando Canadá finalmente derrotó a Rusia en el juego por la medalla de oro, 5-0.

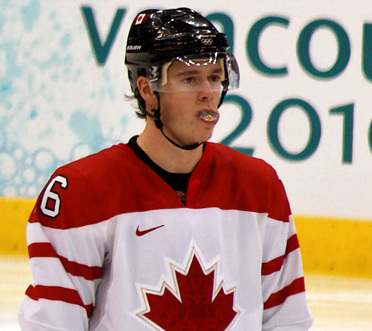
Toews jugando para el equipo canadiense en los Juegos Olímpicos de Invierno en 2010

En 2007, Toews ganó una segunda medalla de oro mundial juvenil consecutiva. En la semifinal del torneo contra Estados Unidos, Toews anotó tres veces en la tanda de penales para avanzar a la final. Con siete puntos, Toews lideró a Canadá en anotaciones y fue incluido en el Equipo de Estrellas del Torneo junto a su compañero de equipo Carey Price. Poco después de ganar la medalla de oro, Toews fue honrado por el equipo de la Liga Americana de Hockey (AHL) de su ciudad natal, el Manitoba Moose, el 3 de febrero de 2007, al recibir una camiseta honoraria por sus esfuerzos en el torneo. Ese mismo año, Toews también hizo su debut internacional sénior en el Campeonato Mundial de 2007 y registró siete puntos en nueve juegos compitiendo contra jugadores en su mayoría profesionales después de solo su segundo año de hockey universitario (en el momento de la selección, Toews aún no se había convertido en profesional) . Canadá ganó el oro sobre Finlandia 4-2 en el juego de campeonato. Después de la victoria, Toews se convirtió en el primer canadiense en ganar un campeonato mundial juvenil y un campeonato mundial en el mismo año. El 29 de junio de 2007, Toews recibió la Orden de la caza del búfalo, un premio otorgado por la provincia de Manitoba en honor a los logros deportivos, por su desempeño en los campeonatos mundiales júnior y sénior.
Después del año de novato de Toews en la NHL, compitió en su segundo Campeonato Mundial en 2008.
El 30 de diciembre de 2009, Toews fue seleccionado para jugar con Canadá en los Juegos Olímpicos de Invierno de 2010 en Vancouver, Columbia Británica. Fue incluido en el equipo junto con sus compañeros de equipo de los Blackhawks, Brent Seabrook y Duncan Keith. Terminó el torneo con ocho puntos como líder del equipo, mientras que sus siete asistencias empataron con Pavol Demitra de Eslovaquia en el liderato del torneo. El único gol de Toews en el torneo abrió el marcador en la victoria de Canadá por 3-2 en tiempo extra en el juego por la medalla de oro contra Estados Unidos. Como resultado, fue galardonado con los honores de Mejor Delantero y del equipo de estrellas del torneo. En los Juegos Olímpicos de Invierno de 2014 en Sochi, anotó el primer gol en el juego por la medalla de oro contra Suecia en el camino hacia la segunda medalla de oro olímpica consecutiva de Canadá.

## Vida personal
Jonathan nació de Bryan Toews, un electricista de la Universidad de Manitoba, y Andrée Gilbert, oriunda de Sainte-Marie, Quebec, quien fue directora general y experta en finanzas de una cooperativa de ahorro y crédito en la región de Winnipeg antes de jubilarse para supervisar a Toews. relaciones con los medios. Es bilingüe, habla francés e inglés con fluidez.
Al igual que Toews, su hermano David también asistió a Shattuck-Saint Mary's y comenzó su primer año en la Universidad de Dakota del Norte en 2008–09. Su primo Kai Toews es un jugador de baloncesto profesional.
En enero de 2007, Toews y el excompañero de equipo de Dakota del Norte, TJ Oshie, recibieron citaciones relacionadas con el alcohol por ser menores de edad en una taberna de Grand Forks, Dakota del Norte. Toews y Oshie se declararon culpables de los cargos. Posteriormente, los dos fueron puestos en libertad condicional y se les ordenó realizar un servicio comunitario.
En la primavera de 2010, un gran mural de Toews visible desde la autopista Eisenhower en Chicago recibió cierto grado de notoriedad. El mural mostraba a Toews con una nariz y una boca de forma anormal, junto a una imagen de la Copa Stanley (apropiadamente, Toews terminaría sosteniendo la Copa después de ganarla más tarde ese año). Toews comentó sobre el mural y dijo: "Supongo que es de una imagen y deben haberlo adornado un poco. No me están ayudando de ninguna manera".
Luego de la celebración de que Toews llevara la Copa Stanley a su ciudad natal de Winnipeg, la provincia de Manitoba anunció que nombraría un lago del norte con el nombre de Toews en honor a su éxito.
El lago está ubicado a 150 km (93 millas) al norte de Flin Flon y se llama Toews Lake. El mismo día, el Centro Comunitario Dakota en St. Vital, donde Toews jugó hockey organizado por primera vez, pasó a llamarse Centro Comunitario Jonathan Toews. Además, se le entregaron las Llaves de la Ciudad en honor a sus logros y su sólida ética de trabajo.